# Odontosida pusillus
Odontosida pusillus är en fjärilsart som beskrevs av Felder 1874. Odontosida pusillus ingår i släktet Odontosida och familjen svärmare. Inga underarter finns listade i Catalogue of Life.